# Sivakorn Tiatrakul
Sivakorn Tiatrakul (tiếng Thái: ศิวกรณ์ เตียตระกูล) còn được biết với tên đơn giản Fei (tiếng Thái: เฟย) là một cầu thủ bóng đá người Thái Lan thi đấu ở vị trí tiền vệ tấn công hay Tiền vệ chạy cánh cho câu lạc bộ Giải bóng đá Ngoại hạng Thái Lan PT Prachuap và đội tuyển quốc gia Thái Lan.

## Sự nghiệp ban đầu
Anh sinh ngày 7 tháng 7 năm 1994, ở Saraburi. Anh bắt đầu chơi bóng with Kowver, huấn luyện viên Thái Lan từ lúc 9 tuổi.

## Sự nghiệp quốc tế
Vào tháng 3 năm 2016 Sivakorn được triệu tập trong trận giao hữu trước Hàn Quốc, nhưng không ra sân.

## Danh hiệu

### Câu lạc bộ
Look Isan
- Regional League Eastern Division (1): 2013

Chiangrai United
- Giải bóng đá vô địch quốc gia Thái Lan (1): 2019
- Cúp FA Thái Lan (2): 2017, 2018, 2020–21
- Cúp Liên đoàn bóng đá Thái Lan (1): 2018
- Siêu Cúp Thái Lan (2): 2018, 2020